# خفاش جنگلی کوهی
خفاش جنگلی کوهی ( Nyctalus montanus ) گونه‌ای خفاش است که در افغانستان, هند, پاکستان و نپال یافت می‌شود .